# Переписка Ивана Грозного и Андрея Курбского
Переписка русского царя Ивана IV Грозного и находившегося в эмиграции его бывшего военачальника князя Андрея Курбского, продолжавшаяся в течение 1564—1579 годах, ставшая широко известной, занимала значительное место в публицистике XVI века и среди его сочинений.

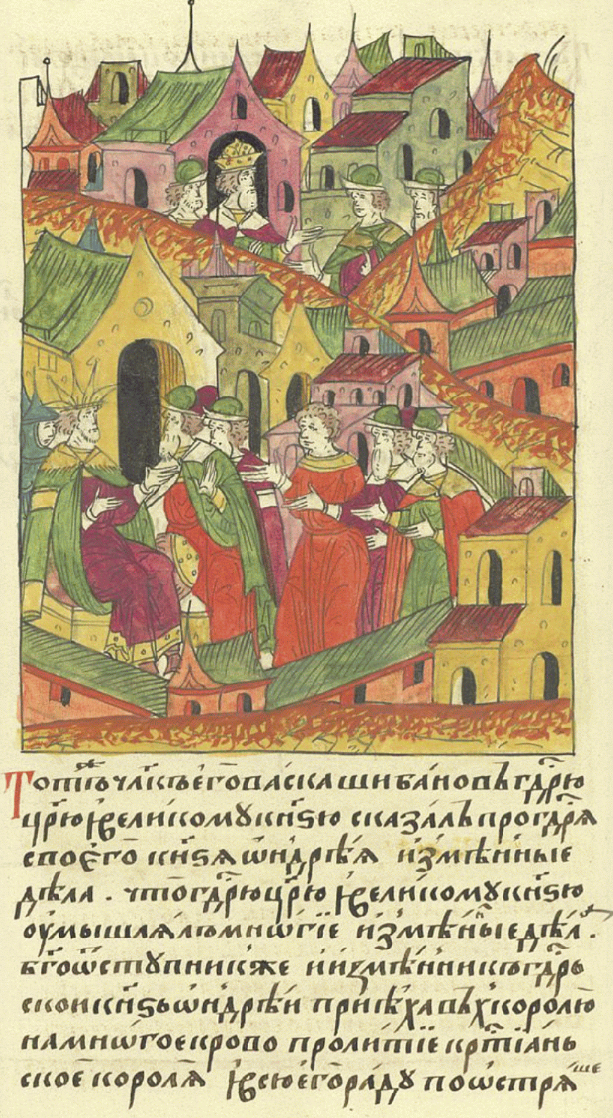
Василий Шибанов у Ивана Грозного (нижний ряд), князь Андрей у короля (верхний ряд)

## История появления
Переписка завязалась после того, как Андрей Курбский во время Ливонской войны, потерпев поражение в боях, в апреле 1564 года в сопровождении двенадцати верных слуг бежал в Вольмар, где базировались литовцы. Оттуда беглый воевода написал Ивану Васильевичу письмо с объяснением своего поступка, обвиняя царя в нарушении христианских норм. За Курбским последовало большое количество русских служилых людей, составивших под командой князя целую дружину.
В июле того же года царь отправил ответ — письмо достаточно большого объёма, которое Курбский оценил как «широковещательное и многошумное»; Курбский направил краткий ответ, однако не сумел доставить его в Россию, как он сам объяснял, по причине закрытия Москвой границ, и переписка прервалась.
В 1577 году в ходе похода на Ливонию воевода Богдан Бельский взял город Вольмар, откуда Курбский отправил своё первое письмо. Грозный не преминул сообщить о своей победе Курбскому в новом послании, написанном именно в Вольмаре. В 1579 году князь составляет ответ и отправляет его вместе с предыдущим письмом. Всего переписка ограничилась пятью письмами. Существуют предположения, что Андрей Курбский пытался составить более обстоятельный ответ царю и даже создать на основе этого ответа литературное произведение, но не довёл эту работу до конца.

## Содержание
В переписке Ивана Грозного и Андрея Курбского был затронут широкий круг социально-политических проблем, при этом Иван Грозный и Андрей Курбский расходились в оценке проблем и путей развития государства. Так, считается, что Иван Грозный высказывался за неограниченную власть царя (самодержавие), а Андрей Курбский — за повышение роли знати в управлении государством («ограниченная монархия»). Значительное место в этой переписке занимали вопросы церковно-политического характера.
Андрей Курбский обвиняет Ивана в уничтожении без вины или изгнании многих Рюриковичей и профессиональных воевод, попытках заменить этих воевод прихлебателями и маньяками, в результате чего великая армия христианская превращается в овец и зайцев, страшащихся гонимого ветром листика, имея в виду поражения на исходе Ливонской войны. Курбский противопоставляет позднее правление Грозного с его бегством в леса от татар и разорением Москвы первому периоду правления, когда русские воеводы наносили татарам поражение за поражением на территории ханств. Курбский обращает внимание царя на то, что им, государственным мужам, не подобает браниться, как простолюдины, и быть многословными, как бабы, тем более что письма пересылаются за границу России и могут вызывать там удивление и смех.
Иван Грозный утверждает, что «самодержавство» имеет божественное происхождение. На Русь оно привнесено князем Владимиром святым через крещение, утверждено Владимиром Мономахом, а также Александром Невским и Дмитрием Донским. Россию он именует «Российским царствием». Иван Грозный цитирует апостола Павла, утверждая, что всякий противящийся власти противится Богу (Рим. 13:1—2), а также о необходимости рабам повиноваться своим господам (Еф. 6:5). Первыми разделил власть царя и священника Моисей, оставляя Аарону священнодействие. Иван Грозный, ссылаясь на Послание апостола Иуды (1:22), обосновывает право царя жёстко наказывать («страхом спасать») изменников и преступников, поскольку от их «лукавая умышления» страна может ввергнуться в «междоусобицы». В отличие от прочих христиан, царь не обязан терпеть, когда его бьют по щеке, и вправе наказывать преступников смертью.
Иван Грозный осуждает подотчётность царя «синклиту». Говоря о призвании царской власти, он пишет, что её задача «действовать страхом, запрещением и обузданием».
Русская земля правится Божиимъ милосердиемъ, и пречистые Богородицы милостию, и всѣхъ святыхъ молитвами, и родителей нашихъ благословениемъ, и последи нами, своими государи.
Иван Грозный именует себя: великий государь, царь и великий князь всея Русии, Владимирский, Московский, Новгородский, царь Казанский и Астраханский, государь Псковский, великий князь Смоленский, Тверский, Югорский, Пермский, Вятский, Болгарский, Низовской земли, Черниговский, Рязанский, Полоцкий, Ростовский, Ярославский, Белозерский и обладатель земли Лифлянская Немецкого чину, Удорский, Обдорский, Кондийский и всея Сибирския земли и Северные страны.

## Проблема подлинности
Существует также точка зрения (впервые выраженная Эдвардом Кинаном), согласно которой часть или все письма из переписки были написаны не Иваном Грозным и Андреем Курбским (особенно последним). В настоящий момент большинство историков отвергает эту гипотезу в целом, однако признаёт, что переписка Ивана Грозного и Андрея Курбского усилиями авторов XVII века дошла до нас в сильно изменённом виде.

## Язык переписки
Переписка Грозного и Курбского на 80 % состоит из разговорного древнерусского языка, исключая цитаты из писания и богослужебных книг, которые и Грозный и Курбский приводят, переходя на церковнославянский; по выражению Б. А. Успенского: «здесь церковнославянский применяется, когда высказывается общее нравственное осуждение бояр, когда же выражаются личные претензии, употребляется русский. Таким образом, когда автор говорит как бы не от своего лица, употребляется церковнославянский язык; там же, где речь идёт о предметах личного характера, о личных впечатлениях, находим русский язык, т.е. противопоставление церковнославянского и русского соответствует противопоставлению объективного и субъективного содержания».
Исключением является первое послание Грозного Курбскому от 1564 года, написанное в официальной манере полностью на церковнославянском.